# Prosopocoilus antilopus
Prosopocoilus antilopus là một loài bọ cánh cứng trong họ Lucanidae. Loài này được Swederus mô tả khoa học năm 1787.